# Ḩeşār-e Pahlavānlū
Ḩeşār-e Pahlavānlū (persiska: Ḩeşār-e Gelīān, حصار پهلوانلو) är en ort i Iran.   Den ligger i provinsen Nordkhorasan, i den nordöstra delen av landet, 600 km öster om huvudstaden Teheran. Ḩeşār-e Pahlavānlū ligger 1 351 meter över havet och antalet invånare är 663.
Terrängen runt Ḩeşār-e Pahlavānlū är huvudsakligen kuperad, men åt nordost är den platt. Runt Ḩeşār-e Pahlavānlū är det ganska tätbefolkat, med 75 invånare per kvadratkilometer. Närmaste större samhälle är Shīrvān, 18,6 km norr om Ḩeşār-e Pahlavānlū. Trakten runt Ḩeşār-e Pahlavānlū består i huvudsak av gräsmarker.